# Pierre l'Athonite
Pierre l'Athonite (mort avant 883) est réputé avoir été le premier ermite à s'installer sur le mont Athos.
Pierre est principalement connu de l'histoire à travers des légendes non attribuables. Il est rapporté que Pierre était autrefois un soldat qui, grâce à l'aide miraculeuse de Saint Nicolas et de Saint Siméon le Juste, a été libéré d'une prison militaire musulmane en Syrie. Depuis la prison, Saint Pierre s'est rendu à la Nouvelle Rome pour accomplir une promesse faite à Dieu de prendre l'habit monastique. On raconte que Pierre a reçu son habit du Pape lui-même qui l'a également formé à la discipline monastique. Après avoir reçu une vision de la Bienheureuse Vierge et Théotokos Marie, Pierre se rendit au mont Athos et vécut en ascète dans une grotte au mont Athos pendant environ cinquante ans. Ses reliques furent transportées au monastère de Clément, un monastère autrefois existant qui est maintenant occupé par le monastère d'Iveron.
Une hagiographie consacrée à Saint Pierre l'Athonite a été écrite à Hilandar par Génadius l'Athonite.
Une vita (MS BHG 1505) de Pierre l'Athonite a également été écrite par un moine athonite nommé Nicolas vers la fin du Xe siècle ou le début du XIe siècle. Elle a été traduite en italien en 1999.
Saint Pierre du mont Athos est commémoré le 12 juin par les Églises orthodoxe orientale, catholique orientale et catholique romaine.